# Institut italien pour le Moyen et l'Extrême-Orient
L'Institut italien pour le Moyen et l'Extrême-Orient est un ancien établissement public italien.

## Histoire

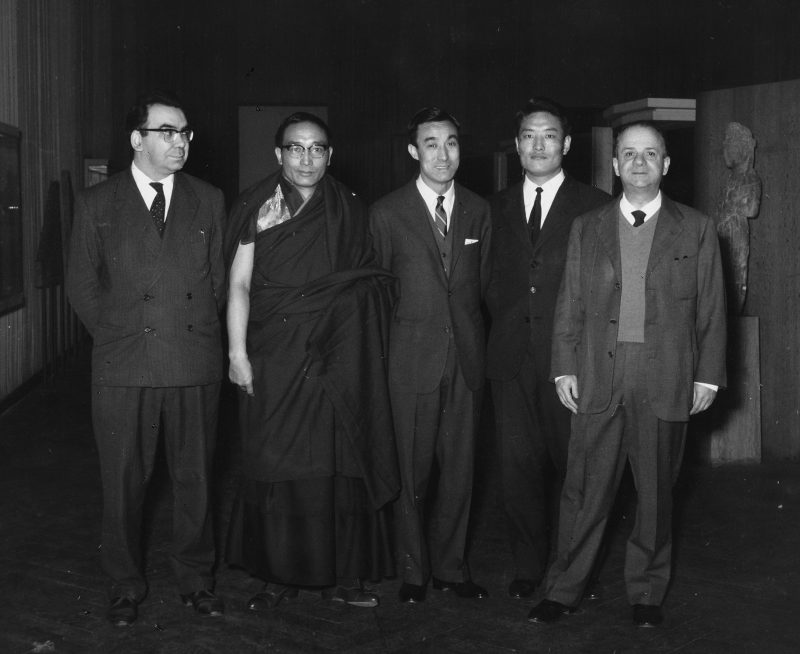
Lionello Lanciotti, guéshé Jampel Singe, Lobsang Samten, Namkhai Norbu Rinpoché et Luciano Petech en 1961 à l'IsMEO à Rome

Fondé en 1933 par Giovanni Gentile et Giuseppe Tucci dans le but de promouvoir des relations culturelles, politiques et économiques entre l’Italie et les pays asiatiques, il a fusionné en 1995 avec l’Institut italo-africain de Rome, donnant naissance à l’Institut italien pour l’Afrique et l’Orient (Isiao).

## Présidents
- 1933 - 1944 Giovanni Gentile
- 1947 - 1978 Giuseppe Tucci
- 1978 - 1979 Sabatino Moscati
- 1979 - 1995 Gherardo Gnoli

## Sources
- (it) Cet article est partiellement ou en totalité issu de l’article de Wikipédia en italien intitulé « Istituto italiano per il Medio ed Estremo Oriente » (voir la liste des auteurs).